# Santa Bárbara (Honduras)
Santa Bárbara è una città dell'Honduras, capoluogo del dipartimento omonimo.
Il comune risulta come entità autonoma già nel censimento del 1791 ed ottenne lo status di città il 22 settembre 1818.